# Robin Nilsson
Robin Nilsson (born September 15, 1988 ở Tomelilla) là một cầu thủ bóng đá người Thụy Điển. Anh hiện tại thi đấu cho câu lạc bộ Superettan Trelleborgs FF.